# Belton (Leicestershire)
Belton è un villaggio e parrocchia civile dell'Inghilterra, appartenente alla contea del Leicestershire.